# 储茂明
储茂明（？—），男，中华人民共和国外交官，曾任中华人民共和国驻拉各斯总领事，现任中华人民共和国驻多米尼克国特命全权大使。

## 生平
储茂明曾任外交部新闻司副处长、驻美国大使馆新闻参赞兼发言人和驻芝加哥总领事馆副总领事。2014年12月，任驻乌干达大使馆政务参赞。2019年5月，出任中华人民共和国驻拉各斯总领事。2023年2月，自驻拉各斯总领事调任外交部涉外安全事务司一级巡视员。2024年4月，出任中华人民共和国驻多米尼克大使。